# ویور ۳۱۰۷
سیارک ۳۱۰۷ (به انگلیسی: 3107 Weaver، نامگذاری:1981JG2) سه هزار و صد و هفتمین سیارک کشف شده‌است که در ۵ مه ۱۹۸۱ کشف شد.
قدر مطلق سیارک برابر ۱۳٫۸۰ است.